# 横望山米酒
横望山米酒简称横望山酒、横山米酒，是安徽省馬鞍山市博望区出产的一种米酒，源于咸丰初年当地“大朱塔糟坊”所产的“陶家米酒“。博望当地酿酒历史悠久，最早有文字记载的酿酒记录为东晋时期，至1950年后逐渐衰落， 改革开放后得以复苏，陶氏后人恢复改进的米酒入选省级非物质文化遗产，后又与江南大学一起在米酒之基础上研制了红曲酒。横望山米酒为一地方酒种，主要销售市场为本省，也有销至北京、上海、杭州等地。横望山米酒乃以糯米为主料，经浸泡一夜后清洗、入甑蒸熟后冷却、拌入酒曲入缸发酵数日、酒签入缸俩月、高温杀菌、过滤至成品包装等传统工艺酿造而成。